# PostNord Danmark Rundt 2023
Danmark Rundt 2023 (eller PostNord Danmark Rundt 2023 af sponsorårsager) var den 32. udgave af det danske etapeløb Danmark Rundt. Cykelløbets fem etaper blev kørt over 728 km fra 15. til 19. august 2023, hvor det startede i Aalborg og sluttede med en enkeltstart i Helsingør. De deltagende hold, ruten og de fem etaper blev præsenteret den 27. februar 2023. Løbet var en del af UCI ProSeries 2023. I samme periode som løbet i Danmark blev Vuelta a Burgos og Arctic Race of Norway kørt.
Danske Mads Pedersen fra Lidl-Trek blev løbets samlede vinder, efter at han vandt løbets afgørende enkeltstart på sidste etape. Hans holdkammerat Mattias Skjelmose endte på andenpladsen, mens Magnus Cort fra EF Education-EasyPost kom ind på løbets tredjeplads. Mads Pedersen vandt også pointkonkurrencen, Logan Currie (Bolton Equities Black Spoke Pro Cycling) vandt ungdomskonkurrencen, mens Nicklas Amdi Pedersen fra ColoQuick Cycling vandt bakkekonkurrencen. Mads Østergaard Kristensen fra Leopard TOGT Pro Cycling vandt løbets fightertrøje.

## Etaperne
| Etape    | Dato     | Start – Mål           | type          | Afstand (km) | Elevation (m) | Etapevinder       | Førende rytter    |
| -------- | -------- | --------------------- | ------------- | ------------ | ------------- | ----------------- | ----------------- |
| 1. etape | 15. aug. | Aalborg – Aalborg     | flad etape    | 169,9        | 1.383 m       | Søren Wærenskjold | Søren Wærenskjold |
| 2. etape | 16. aug. | Kjellerup – Silkeborg | flad etape    | 163,6        | 1.474 m       | Fabio Jakobsen    | Søren Wærenskjold |
| 3. etape | 17. aug. | Vejen – Vejle         | kuperet etape | 209          | 1.971 m       | Mattias Skjelmose | Mattias Skjelmose |
| 4. etape | 18. aug. | Kalundborg – Bagsværd | flad etape    | 178,4        | 1.197 m       | Fabio Jakobsen    | Mattias Skjelmose |
| 5. etape | 19. aug. | Helsingør – Helsingør | enkeltstart   | 16,1         | 114 m         | Mads Pedersen     | Mads Pedersen     |

### 1. etape
| Aalborg - Aalborg | flad etape | (169,9 km) |

| \| Etaperesultat \| Etaperesultat \| Etaperesultat \| Etaperesultat \| Etaperesultat \| \| Rytter \| Rytter \| Hold \| Tid \| \| \| ------------- \| ------------------------ \| ---------------------------------- \| ------------- \| ------------- \| \| 1. \| Søren Wærenskjold \| Uno-X Pro Cycling Team \| 3t 50' 10" \| \| \| 2. \| Fabio Jakobsen \| Soudal Quick-Step \| + 6" \| \| \| 3. \| Mads Pedersen \| Lidl-Trek \| + 6" \| \| \| 4. \| Tobias Lund Andresen \| Team DSM-Firmenich \| + 6" \| \| \| 5. \| Vito Braet \| Team Flanders-Baloise \| + 6" \| \| \| 6. \| Søren Kragh Andersen \| Alpecin-Deceuninck \| + 6" \| \| \| 7. \| Sebastian Kolze Changizi \| Tudor Pro Cycling Team \| + 6" \| \| \| 8. \| Sebastian Nielsen \| ColoQuick \| + 6" \| \| \| 9. \| Andreas Stokbro \| Leopard TOGT Pro Cycling \| + 6" \| \| \| 10. \| Luca Colnaghi \| Green Project-Bardiani CSF-Faizanè \| + 6" \| \| |                          |                                    |            |
| |                          |                                    |            |
| Kilde: ProCyclingStats |                          |                                    |            |
| Etaperesultat |                          |                                    |            |
| Rytter | Rytter                   | Hold                               | Tid        |
| 1. | Søren Wærenskjold        | Uno-X Pro Cycling Team             | 3t 50' 10" |
| 2. | Fabio Jakobsen           | Soudal Quick-Step                  | + 6"       |
| 3. | Mads Pedersen            | Lidl-Trek                          | + 6"       |
| 4. | Tobias Lund Andresen     | Team DSM-Firmenich                 | + 6"       |
| 5. | Vito Braet               | Team Flanders-Baloise              | + 6"       |
| 6. | Søren Kragh Andersen     | Alpecin-Deceuninck                 | + 6"       |
| 7. | Sebastian Kolze Changizi | Tudor Pro Cycling Team             | + 6"       |
| 8. | Sebastian Nielsen        | ColoQuick                          | + 6"       |
| 9. | Andreas Stokbro          | Leopard TOGT Pro Cycling           | + 6"       |
| 10. | Luca Colnaghi            | Green Project-Bardiani CSF-Faizanè | + 6"       |

| \| Samlede stilling \| Samlede stilling \| Samlede stilling \| Samlede stilling \| Samlede stilling \| \| Rytter \| Rytter \| Hold \| Tid \| \| \| ---------------- \| ------------------------ \| ------------------------ \| ---------------- \| ---------------- \| \| 1. \| Søren Wærenskjold \| Uno-X Pro Cycling Team \| 3t 50' 00" \| \| \| 2. \| Fabio Jakobsen \| Soudal Quick-Step \| + 10" \| \| \| 3. \| Mads Pedersen \| Lidl-Trek \| + 12" \| \| \| 4. \| Filippo Ridolfo \| Team Novo Nordisk \| + 14" \| \| \| 5. \| Tobias Lund Andresen \| Team DSM-Firmenich \| + 16" \| \| \| 6. \| Vito Braet \| Team Flanders-Baloise \| + 16" \| \| \| 7. \| Søren Kragh Andersen \| Alpecin-Deceuninck \| + 16" \| \| \| 8. \| Sebastian Kolze Changizi \| Tudor Pro Cycling Team \| + 16" \| \| \| 9. \| Sebastian Nielsen \| ColoQuick \| + 16" \| \| \| 10. \| Andreas Stokbro \| Leopard TOGT Pro Cycling \| + 16" \| \| |                          |                          |            |
| |                          |                          |            |
| Kilde: ProCyclingStats |                          |                          |            |
| Samlede stilling |                          |                          |            |
| Rytter | Rytter                   | Hold                     | Tid        |
| 1. | Søren Wærenskjold        | Uno-X Pro Cycling Team   | 3t 50' 00" |
| 2. | Fabio Jakobsen           | Soudal Quick-Step        | + 10"      |
| 3. | Mads Pedersen            | Lidl-Trek                | + 12"      |
| 4. | Filippo Ridolfo          | Team Novo Nordisk        | + 14"      |
| 5. | Tobias Lund Andresen     | Team DSM-Firmenich       | + 16"      |
| 6. | Vito Braet               | Team Flanders-Baloise    | + 16"      |
| 7. | Søren Kragh Andersen     | Alpecin-Deceuninck       | + 16"      |
| 8. | Sebastian Kolze Changizi | Tudor Pro Cycling Team   | + 16"      |
| 9. | Sebastian Nielsen        | ColoQuick                | + 16"      |
| 10. | Andreas Stokbro          | Leopard TOGT Pro Cycling | + 16"      |

### 2. etape
| Kjellerup - Silkeborg | flad etape | (163,6 km) |

| \| Etaperesultat \| Etaperesultat \| Etaperesultat \| Etaperesultat \| Etaperesultat \| \| Rytter \| Rytter \| Hold \| Tid \| \| \| ------------- \| -------------------- \| ---------------------------------- \| ------------- \| ------------- \| \| 1. \| Fabio Jakobsen \| Soudal Quick-Step \| 3t 41' 09" \| \| \| 2. \| Søren Wærenskjold \| Uno-X Pro Cycling Team \| + 0" \| \| \| 3. \| Søren Kragh Andersen \| Alpecin-Deceuninck \| + 0" \| \| \| 4. \| Tobias Lund Andresen \| Team DSM-Firmenich \| + 0" \| \| \| 5. \| Mads Pedersen \| Lidl-Trek \| + 0" \| \| \| 6. \| Mattias Skjelmose \| Lidl-Trek \| + 0" \| \| \| 7. \| Magnus Cort \| EF Education-EasyPost \| + 0" \| \| \| 8. \| Jensen Plowright \| Alpecin-Deceuninck \| + 0" \| \| \| 9. \| Matyáš Kopecký \| Team Novo Nordisk \| + 0" \| \| \| 10. \| Filippo Magli \| Green Project-Bardiani CSF-Faizanè \| + 0" \| \| |                      |                                    |            |
| |                      |                                    |            |
| Kilde: ProCyclingStats |                      |                                    |            |
| Etaperesultat |                      |                                    |            |
| Rytter | Rytter               | Hold                               | Tid        |
| 1. | Fabio Jakobsen       | Soudal Quick-Step                  | 3t 41' 09" |
| 2. | Søren Wærenskjold    | Uno-X Pro Cycling Team             | + 0"       |
| 3. | Søren Kragh Andersen | Alpecin-Deceuninck                 | + 0"       |
| 4. | Tobias Lund Andresen | Team DSM-Firmenich                 | + 0"       |
| 5. | Mads Pedersen        | Lidl-Trek                          | + 0"       |
| 6. | Mattias Skjelmose    | Lidl-Trek                          | + 0"       |
| 7. | Magnus Cort          | EF Education-EasyPost              | + 0"       |
| 8. | Jensen Plowright     | Alpecin-Deceuninck                 | + 0"       |
| 9. | Matyáš Kopecký       | Team Novo Nordisk                  | + 0"       |
| 10. | Filippo Magli        | Green Project-Bardiani CSF-Faizanè | + 0"       |

| \| Samlede stilling \| Samlede stilling \| Samlede stilling \| Samlede stilling \| Samlede stilling \| \| Rytter \| Rytter \| Hold \| Tid \| \| \| ---------------- \| ------------------------ \| ---------------------- \| ---------------- \| ---------------- \| \| 1. \| Søren Wærenskjold \| Uno-X Pro Cycling Team \| 7t 31' 03" \| \| \| 2. \| Fabio Jakobsen \| Soudal Quick-Step \| + 6" \| \| \| 3. \| Mads Pedersen \| Lidl-Trek \| + 18" \| \| \| 4. \| Søren Kragh Andersen \| Alpecin-Deceuninck \| + 18" \| \| \| 5. \| Filippo Ridolfo \| Team Novo Nordisk \| + 20" \| \| \| 6. \| Tobias Lund Andresen \| Team DSM-Firmenich \| + 22" \| \| \| 7. \| Vito Braet \| Team Flanders-Baloise \| + 22" \| \| \| 8. \| Sebastian Kolze Changizi \| Tudor Pro Cycling Team \| + 22" \| \| \| 9. \| Matyáš Kopecký \| Team Novo Nordisk \| + 22" \| \| \| 10. \| Sebastian Nielsen \| ColoQuick \| + 22" \| \| |                          |                        |            |
| |                          |                        |            |
| Kilde: ProCyclingStats |                          |                        |            |
| Samlede stilling |                          |                        |            |
| Rytter | Rytter                   | Hold                   | Tid        |
| 1. | Søren Wærenskjold        | Uno-X Pro Cycling Team | 7t 31' 03" |
| 2. | Fabio Jakobsen           | Soudal Quick-Step      | + 6"       |
| 3. | Mads Pedersen            | Lidl-Trek              | + 18"      |
| 4. | Søren Kragh Andersen     | Alpecin-Deceuninck     | + 18"      |
| 5. | Filippo Ridolfo          | Team Novo Nordisk      | + 20"      |
| 6. | Tobias Lund Andresen     | Team DSM-Firmenich     | + 22"      |
| 7. | Vito Braet               | Team Flanders-Baloise  | + 22"      |
| 8. | Sebastian Kolze Changizi | Tudor Pro Cycling Team | + 22"      |
| 9. | Matyáš Kopecký           | Team Novo Nordisk      | + 22"      |
| 10. | Sebastian Nielsen        | ColoQuick              | + 22"      |

### 3. etape
| Vejen - Vejle | kuperet etape | (209 km) |

| \| Etaperesultat \| Etaperesultat \| Etaperesultat \| Etaperesultat \| Etaperesultat \| \| Rytter \| Rytter \| Hold \| Tid \| \| \| ------------- \| ------------------ \| ---------------------- \| ------------- \| ------------- \| \| 1. \| Mattias Skjelmose \| Lidl-Trek \| 4t 59' 31" \| \| \| 2. \| Mads Pedersen \| Lidl-Trek \| + 10" \| \| \| 3. \| Magnus Cort \| EF Education-EasyPost \| + 43" \| \| \| 4. \| Nicola Conci \| Alpecin-Deceuninck \| + 46" \| \| \| 5. \| Florian Vermeersch \| Lotto Dstny \| + 49" \| \| \| 6. \| Alexander Kamp \| Tudor Pro Cycling Team \| + 51" \| \| \| 7. \| Toms Skujiņš \| Lidl-Trek \| + 1' 10" \| \| \| 8. \| Tobias Svarre \| ColoQuick \| + 1' 10" \| \| \| 9. \| Michael Valgren \| EF Education-EasyPost \| + 1' 15" \| \| \| 10. \| Kristian Sbaragli \| Alpecin-Deceuninck \| + 1' 15" \| \| |                    |                        |            |
| |                    |                        |            |
| Kilde: ProCyclingStats |                    |                        |            |
| Etaperesultat |                    |                        |            |
| Rytter | Rytter             | Hold                   | Tid        |
| 1. | Mattias Skjelmose  | Lidl-Trek              | 4t 59' 31" |
| 2. | Mads Pedersen      | Lidl-Trek              | + 10"      |
| 3. | Magnus Cort        | EF Education-EasyPost  | + 43"      |
| 4. | Nicola Conci       | Alpecin-Deceuninck     | + 46"      |
| 5. | Florian Vermeersch | Lotto Dstny            | + 49"      |
| 6. | Alexander Kamp     | Tudor Pro Cycling Team | + 51"      |
| 7. | Toms Skujiņš       | Lidl-Trek              | + 1' 10"   |
| 8. | Tobias Svarre      | ColoQuick              | + 1' 10"   |
| 9. | Michael Valgren    | EF Education-EasyPost  | + 1' 15"   |
| 10. | Kristian Sbaragli  | Alpecin-Deceuninck     | + 1' 15"   |

| \| Samlede stilling \| Samlede stilling \| Samlede stilling \| Samlede stilling \| Samlede stilling \| \| Rytter \| Rytter \| Hold \| Tid \| \| \| ---------------- \| ------------------ \| ---------------------- \| ---------------- \| ---------------- \| \| 1. \| Mattias Skjelmose \| Lidl-Trek \| 12t 30' 46" \| \| \| 2. \| Mads Pedersen \| Lidl-Trek \| + 10" \| \| \| 3. \| Magnus Cort \| EF Education-EasyPost \| + 49" \| \| \| 4. \| Nicola Conci \| Alpecin-Deceuninck \| + 56" \| \| \| 5. \| Florian Vermeersch \| Lotto Dstny \| + 59" \| \| \| 6. \| Alexander Kamp \| Tudor Pro Cycling Team \| + 1' 01" \| \| \| 7. \| Søren Wærenskjold \| Uno-X Pro Cycling Team \| + 1' 09" \| \| \| 8. \| Toms Skujiņš \| Lidl-Trek \| + 1' 20" \| \| \| 9. \| Kristian Sbaragli \| Alpecin-Deceuninck \| + 1' 25" \| \| \| 10. \| Brent Van Moer \| Lotto Dstny \| + 1' 26" \| \| |                    |                        |             |
| |                    |                        |             |
| Kilde: ProCyclingStats |                    |                        |             |
| Samlede stilling |                    |                        |             |
| Rytter | Rytter             | Hold                   | Tid         |
| 1. | Mattias Skjelmose  | Lidl-Trek              | 12t 30' 46" |
| 2. | Mads Pedersen      | Lidl-Trek              | + 10"       |
| 3. | Magnus Cort        | EF Education-EasyPost  | + 49"       |
| 4. | Nicola Conci       | Alpecin-Deceuninck     | + 56"       |
| 5. | Florian Vermeersch | Lotto Dstny            | + 59"       |
| 6. | Alexander Kamp     | Tudor Pro Cycling Team | + 1' 01"    |
| 7. | Søren Wærenskjold  | Uno-X Pro Cycling Team | + 1' 09"    |
| 8. | Toms Skujiņš       | Lidl-Trek              | + 1' 20"    |
| 9. | Kristian Sbaragli  | Alpecin-Deceuninck     | + 1' 25"    |
| 10. | Brent Van Moer     | Lotto Dstny            | + 1' 26"    |

### 4. etape
| Kalundborg - Bagsværd | flad etape | (178,4 km) |

| \| Etaperesultat \| Etaperesultat \| Etaperesultat \| Etaperesultat \| Etaperesultat \| \| Rytter \| Rytter \| Hold \| Tid \| \| \| ------------- \| -------------------- \| ---------------------------------- \| ------------- \| ------------- \| \| 1. \| Fabio Jakobsen \| Soudal Quick-Step \| 4t 00' 36" \| \| \| 2. \| Mads Pedersen \| Lidl-Trek \| + 0" \| \| \| 3. \| Luca Colnaghi \| Green Project-Bardiani CSF-Faizanè \| + 0" \| \| \| 4. \| Søren Wærenskjold \| Uno-X Pro Cycling Team \| + 0" \| \| \| 5. \| Jensen Plowright \| Alpecin-Deceuninck \| + 0" \| \| \| 6. \| Alexander Salby \| Danmark \| + 0" \| \| \| 7. \| Tobias Lund Andresen \| Team DSM-Firmenich \| + 0" \| \| \| 8. \| Matteo Moschetti \| Q36.5 Pro Cycling Team \| + 0" \| \| \| 9. \| Andrea Peron \| Team Novo Nordisk \| + 0" \| \| \| 10. \| Sebastian Nielsen \| ColoQuick \| + 0" \| \| |                      |                                    |            |
| |                      |                                    |            |
| Kilde: ProCyclingStats |                      |                                    |            |
| Etaperesultat |                      |                                    |            |
| Rytter | Rytter               | Hold                               | Tid        |
| 1. | Fabio Jakobsen       | Soudal Quick-Step                  | 4t 00' 36" |
| 2. | Mads Pedersen        | Lidl-Trek                          | + 0"       |
| 3. | Luca Colnaghi        | Green Project-Bardiani CSF-Faizanè | + 0"       |
| 4. | Søren Wærenskjold    | Uno-X Pro Cycling Team             | + 0"       |
| 5. | Jensen Plowright     | Alpecin-Deceuninck                 | + 0"       |
| 6. | Alexander Salby      | Danmark                            | + 0"       |
| 7. | Tobias Lund Andresen | Team DSM-Firmenich                 | + 0"       |
| 8. | Matteo Moschetti     | Q36.5 Pro Cycling Team             | + 0"       |
| 9. | Andrea Peron         | Team Novo Nordisk                  | + 0"       |
| 10. | Sebastian Nielsen    | ColoQuick                          | + 0"       |

| \| Samlede stilling \| Samlede stilling \| Samlede stilling \| Samlede stilling \| Samlede stilling \| \| Rytter \| Rytter \| Hold \| Tid \| \| \| ---------------- \| ------------------ \| ------------------------ \| ---------------- \| ---------------- \| \| 1. \| Mattias Skjelmose \| Lidl-Trek \| 16t 31' 22" \| \| \| 2. \| Mads Pedersen \| Lidl-Trek \| + 4" \| \| \| 3. \| Magnus Cort \| EF Education-EasyPost \| + 49" \| \| \| 4. \| Nicola Conci \| Alpecin-Deceuninck \| + 1' 04" \| \| \| 5. \| Florian Vermeersch \| Lotto Dstny \| + 1' 07" \| \| \| 6. \| Søren Wærenskjold \| Uno-X Pro Cycling Team \| + 1' 09" \| \| \| 7. \| Alexander Kamp \| Tudor Pro Cycling Team \| + 1' 14" \| \| \| 8. \| Brent Van Moer \| Lotto Dstny \| + 1' 26" \| \| \| 9. \| Vito Braet \| Team Flanders-Baloise \| + 1' 31" \| \| \| 10. \| Magnus Bak Klaris \| Restaurant Suri-Carl Ras \| + 1' 31" \| \| |                    |                          |             |
| |                    |                          |             |
| Kilde: ProCyclingStats |                    |                          |             |
| Samlede stilling |                    |                          |             |
| Rytter | Rytter             | Hold                     | Tid         |
| 1. | Mattias Skjelmose  | Lidl-Trek                | 16t 31' 22" |
| 2. | Mads Pedersen      | Lidl-Trek                | + 4"        |
| 3. | Magnus Cort        | EF Education-EasyPost    | + 49"       |
| 4. | Nicola Conci       | Alpecin-Deceuninck       | + 1' 04"    |
| 5. | Florian Vermeersch | Lotto Dstny              | + 1' 07"    |
| 6. | Søren Wærenskjold  | Uno-X Pro Cycling Team   | + 1' 09"    |
| 7. | Alexander Kamp     | Tudor Pro Cycling Team   | + 1' 14"    |
| 8. | Brent Van Moer     | Lotto Dstny              | + 1' 26"    |
| 9. | Vito Braet         | Team Flanders-Baloise    | + 1' 31"    |
| 10. | Magnus Bak Klaris  | Restaurant Suri-Carl Ras | + 1' 31"    |

### 5. etape
| Helsingør - Helsingør | enkeltstart | (16,1 km) |

| \| Etaperesultat \| Etaperesultat \| Etaperesultat \| Etaperesultat \| Etaperesultat \| \| Rytter \| Rytter \| Hold \| Tid \| \| \| ------------- \| ------------------ \| ---------------------- \| ------------- \| ------------- \| \| 1. \| Mads Pedersen \| Lidl-Trek \| 17' 50" \| \| \| 2. \| Søren Wærenskjold \| Uno-X Pro Cycling Team \| + 24" \| \| \| 3. \| Magnus Cort \| EF Education-EasyPost \| + 34" \| \| \| 4. \| Daan Hoole \| Lidl-Trek \| + 35" \| \| \| 5. \| Mattias Skjelmose \| Lidl-Trek \| + 45" \| \| \| 6. \| Niklas Larsen \| Uno-X Pro Cycling Team \| + 50" \| \| \| 7. \| Casper Pedersen \| Soudal Quick-Step \| + 54" \| \| \| 8. \| Josef Černý \| Soudal Quick-Step \| + 58" \| \| \| 9. \| Florian Vermeersch \| Lotto Dstny \| + 1' 00" \| \| \| 10. \| Frederik Muff \| ColoQuick \| + 1' 00" \| \| |                    |                        |          |
| |                    |                        |          |
| Kilde: ProCyclingStats |                    |                        |          |
| Etaperesultat |                    |                        |          |
| Rytter | Rytter             | Hold                   | Tid      |
| 1. | Mads Pedersen      | Lidl-Trek              | 17' 50"  |
| 2. | Søren Wærenskjold  | Uno-X Pro Cycling Team | + 24"    |
| 3. | Magnus Cort        | EF Education-EasyPost  | + 34"    |
| 4. | Daan Hoole         | Lidl-Trek              | + 35"    |
| 5. | Mattias Skjelmose  | Lidl-Trek              | + 45"    |
| 6. | Niklas Larsen      | Uno-X Pro Cycling Team | + 50"    |
| 7. | Casper Pedersen    | Soudal Quick-Step      | + 54"    |
| 8. | Josef Černý        | Soudal Quick-Step      | + 58"    |
| 9. | Florian Vermeersch | Lotto Dstny            | + 1' 00" |
| 10. | Frederik Muff      | ColoQuick              | + 1' 00" |

## Trøjernes fordeling gennem løbet
| Etape         | Vinder            | Førertrøjen       | Pointtrøjen       | Bakketrøjen ·         | Ungdomstrøjen · | Fightertrøjen         | Holdkonkurrencen ·     |
| ------------- | ----------------- | ----------------- | ----------------- | --------------------- | --------------- | --------------------- | ---------------------- |
| 1             | Søren Wærenskjold | Søren Wærenskjold | Søren Wærenskjold | Mads Kristensen       | Filippo Ridolfo | Mads Kristensen       | Uno-X Pro Cycling Team |
| 2             | Fabio Jakobsen    | Søren Wærenskjold | Søren Wærenskjold | Frederik Irgens       | Filippo Ridolfo | Daniel Stampe         | Uno-X Pro Cycling Team |
| 3             | Mattias Skjelmose | Mattias Skjelmose | Mads Pedersen     | Nicklas Amdi Pedersen | Kasper Andersen | Nicklas Amdi Pedersen | Lidl-Trek              |
| 4             | Fabio Jakobsen    | Mattias Skjelmose | Fabio Jakobsen    | Nicklas Amdi Pedersen | Kasper Andersen | Emil Vinjebo          | Lidl-Trek              |
| 5             | Mads Pedersen     | Mads Pedersen     | Mads Pedersen     | Nicklas Amdi Pedersen | Logan Currie    | ikke uddelt           | Lidl-Trek              |
| Samlet vinder | Samlet vinder     | Mads Pedersen     | Mads Pedersen     | Nicklas Amdi Pedersen | Logan Currie    | Mads Kristensen       | Lidl-Trek              |

## Resultater

### Samlede stilling
| \| Samlede stilling \| Samlede stilling \| Samlede stilling \| Samlede stilling \| Samlede stilling \| \| Rytter \| Rytter \| Hold \| Tid \| \| \| ---------------- \| ------------------ \| ------------------------ \| ---------------- \| ---------------- \| \| 1. \| Mads Pedersen \| Lidl-Trek \| 16t 49' 16" \| \| \| 2. \| Mattias Skjelmose \| Lidl-Trek \| + 41" \| \| \| 3. \| Magnus Cort \| EF Education-EasyPost \| + 1' 19" \| \| \| 4. \| Søren Wærenskjold \| Uno-X Pro Cycling Team \| + 1' 29" \| \| \| 5. \| Florian Vermeersch \| Lotto Dstny \| + 2' 03" \| \| \| 6. \| Alexander Kamp \| Tudor Pro Cycling Team \| + 2' 12" \| \| \| 7. \| Brent Van Moer \| Lotto Dstny \| + 2' 28" \| \| \| 8. \| Mathias Bregnhøj \| Leopard TOGT Pro Cycling \| + 2' 28" \| \| \| 9. \| Toms Skujiņš \| Lidl-Trek \| + 2' 30" \| \| \| 10. \| Magnus Bak Klaris \| Restaurant Suri-Carl Ras \| + 2' 34" \| \| |                    |                          |             |
| |                    |                          |             |
| Kilde: ProCyclingStats |                    |                          |             |
| Samlede stilling |                    |                          |             |
| Rytter | Rytter             | Hold                     | Tid         |
| 1. | Mads Pedersen      | Lidl-Trek                | 16t 49' 16" |
| 2. | Mattias Skjelmose  | Lidl-Trek                | + 41"       |
| 3. | Magnus Cort        | EF Education-EasyPost    | + 1' 19"    |
| 4. | Søren Wærenskjold  | Uno-X Pro Cycling Team   | + 1' 29"    |
| 5. | Florian Vermeersch | Lotto Dstny              | + 2' 03"    |
| 6. | Alexander Kamp     | Tudor Pro Cycling Team   | + 2' 12"    |
| 7. | Brent Van Moer     | Lotto Dstny              | + 2' 28"    |
| 8. | Mathias Bregnhøj   | Leopard TOGT Pro Cycling | + 2' 28"    |
| 9. | Toms Skujiņš       | Lidl-Trek                | + 2' 30"    |
| 10. | Magnus Bak Klaris  | Restaurant Suri-Carl Ras | + 2' 34"    |

### Pointkonkurrencen
| Pointkonkurrence | Pointkonkurrence     | Pointkonkurrence                   | Pointkonkurrence | Pointkonkurrence |
| Rytter           | Rytter               | Hold                               | Point            |                  |
| ---------------- | -------------------- | ---------------------------------- | ---------------- | ---------------- |
| 1.               | Mads Pedersen        | Lidl-Trek                          | 57 point         |                  |
| 2.               | Søren Wærenskjold    | Uno-X Pro Cycling Team             | 48 point         |                  |
| 3.               | Fabio Jakobsen       | Soudal Quick-Step                  | 42 point         |                  |
| 4.               | Mattias Skjelmose    | Lidl-Trek                          | 30 point         |                  |
| 5.               | Magnus Cort          | EF Education-EasyPost              | 26 point         |                  |
| 6.               | Tobias Lund Andresen | Team DSM-Firmenich                 | 24 point         |                  |
| 7.               | Søren Kragh Andersen | Alpecin-Deceuninck                 | 17 point         |                  |
| 8.               | Luca Colnaghi        | Green Project-Bardiani CSF-Faizanè | 13 point         |                  |
| 9.               | Jensen Plowright     | Alpecin-Deceuninck                 | 13 point         |                  |
| 10.              | Florian Vermeersch   | Lotto Dstny                        | 12 point         |                  |

### Bakkekonkurrencen
| Bjergkonkurrence | Bjergkonkurrence           | Bjergkonkurrence          | Bjergkonkurrence | Bjergkonkurrence |
| Rytter           | Rytter                     | Hold                      | Point            |                  |
| ---------------- | -------------------------- | ------------------------- | ---------------- | ---------------- |
| 1.               | Nicklas Amdi Pedersen      | ColoQuick                 | 40 point         |                  |
| 2.               | Jeppe Aaskov Pallesen      | HRE Mazowsze Serce Polski | 32 point         |                  |
| 3.               | Wessel Krul                | Human Powered Health      | 26 point         |                  |
| 4.               | Frederik Irgens Jensen     | BHS-PL Beton Bornholm     | 22 point         |                  |
| 5.               | Mads Østergaard Kristensen | Leopard TOGT Pro Cycling  | 20 point         |                  |
| 6.               | Henrik Breiner Pedersen    | ColoQuick                 | 18 point         |                  |
| 7.               | Nikolaj Mengel             | BHS-PL Beton Bornholm     | 16 point         |                  |
| 8.               | Emil Vinjebo               | Leopard TOGT Pro Cycling  | 12 point         |                  |
| 9.               | Simon Pellaud              | Tudor Pro Cycling Team    | 10 point         |                  |
| 10.              | Jules Hesters              | Team Flanders-Baloise     | 8 point          |                  |

### Ungdomskonkurrencen
| Ungdomskonkurrence | Ungdomskonkurrence   | Ungdomskonkurrence                      | Ungdomskonkurrence | Ungdomskonkurrence |
| Rytter             | Rytter               | Hold                                    | Tid                |                    |
| ------------------ | -------------------- | --------------------------------------- | ------------------ | ------------------ |
| 1.                 | Logan Currie         | Bolton Equities Black Spoke Pro Cycling | 16t 52' 07"        |                    |
| 2.                 | Tobias Svarre        | ColoQuick                               | + 27"              |                    |
| 3.                 | Kasper Andersen      | Danmark                                 | + 1' 13"           |                    |
| 4.                 | Matyáš Kopecký       | Team Novo Nordisk                       | + 3' 09"           |                    |
| 5.                 | Jenno Berckmoes      | Team Flanders-Baloise                   | + 4' 59"           |                    |
| 6.                 | Robin Juel Skivild   | Leopard TOGT Pro Cycling                | + 5' 11"           |                    |
| 7.                 | Marco Brenner        | Team DSM-Firmenich                      | + 7' 26"           |                    |
| 8.                 | Martin Svrček        | Soudal Quick-Step                       | + 10' 24"          |                    |
| 9.                 | Tobias Lund Andresen | Team DSM-Firmenich                      | + 11' 54"          |                    |
| 10.                | Filippo Ridolfo      | Team Novo Nordisk                       | + 15' 37"          |                    |

### Holdkonkurrencen
| Holdkonkurrence | Holdkonkurrence           | Holdkonkurrence | Holdkonkurrence |
| Hold            | Hold                      | Tid             |                 |
| --------------- | ------------------------- | --------------- | --------------- |
| 1.              | Lidl-Trek                 | 50t 30' 36"     |                 |
| 2.              | EF Education-EasyPost     | + 4' 36"        |                 |
| 3.              | Leopard TOGT Pro Cycling  | + 5' 27"        |                 |
| 4.              | Alpecin-Deceuninck        | + 5' 33"        |                 |
| 5.              | Tudor Pro Cycling Team    | + 5' 58"        |                 |
| 6.              | HRE Mazowsze Serce Polski | + 7' 52"        |                 |
| 7.              | Lotto Dstny               | + 10' 42"       |                 |
| 8.              | Soudal Quick-Step         | + 10' 58"       |                 |
| 9.              | Team Flanders-Baloise     | + 11' 41"       |                 |
| 10.             | Uno-X Pro Cycling Team    | + 13' 57"       |                 |

## Hold og ryttere
18 hold stillede til start med hver med syv ryttere, mens Team DSM-Firmenich og Team Flanders-Baloise havde valgt at kun stille med seks ryttere. Ud af de 138 startende var der 60 debutanter, hvor Henrik Breiner Pedersen fra ColoQuick Cycling var den yngste og Jack Bauer fra Q36.5 Pro Cycling Team den ældste. Michael Mørkøv (Soudal Quick-Step) var med sin 12 deltagelse den rytter som havde stillet til start flest gange.
Henrik Breiner var med sine 18 år og 256 dage feltets yngste rytter, mens Péter Kusztor fra Team Novo Nordisk var den ældste med 38 år og 232 dage. Gennemsnitsalderen for alle startende var 25 år og 355 dage.
| UCI WorldTeams (5)- Alpecin-Deceuninck - EF Education-EasyPost - Lidl-Trek - Soudal Quick-Step - Team DSM-Firmenich UCI ProTeams (9)- Bolton Equities Black Spoke Pro Cycling - Green Project-Bardiani CSF-Faizanè - Human Powered Health - Lotto Dstny - Q36.5 Pro Cycling Team - Team Flanders-Baloise - Team Novo Nordisk - Tudor Pro Cycling Team - Uno-X Pro Cycling Team UCI Kontinentalhold (5)- BHS-PL Beton Bornholm - ColoQuick - HRE Mazowsze Serce Polski - Leopard TOGT Pro Cycling - Restaurant Suri-Carl Ras Landshold- Danmark |
| |

### Nationalitet på ryttere
| #     | Nationalitet   | Ved start | Ved afslutning | Etapesejre                   |
| ----- | -------------- | --------- | -------------- | ---------------------------- |
| 1     | Danmark        | 53        | 49             | 2 (Skjelmose, Mads Pedersen) |
| 2     | Belgien        | 16        | 11             |                              |
| 3     | Italien        | 14        | 14             |                              |
| 4     | New Zealand    | 9         | 7              |                              |
| 5     | Polen          | 9         | 9              |                              |
| 6     | Holland        | 8         | 7              | 2 (Jakobsen (2))             |
| 7     | Tyskland       | 4         | 4              |                              |
| 8     | Storbritannien | 3         | 2              |                              |
| 9     | Sverige        | 3         | 3              |                              |
| 10    | Australien     | 3         | 3              |                              |
| 11    | Tjekkiet       | 2         | 2              |                              |
| 12    | Canada         | 2         | 2              |                              |
| 13    | Ungarn         | 2         | 2              |                              |
| 14    | USA            | 2         | 1              |                              |
| 15    | Frankrig       | 1         | 0              |                              |
| 16    | Letland        | 1         | 1              |                              |
| 17    | Litauen        | 1         | 1              |                              |
| 18    | Luxembourg     | 1         | 1              |                              |
| 19    | Norge          | 1         | 1              | 1 (Wærenskjold)              |
| 20    | Slovakiet      | 1         | 1              |                              |
| 21    | Sydafrika      | 1         | 1              |                              |
| 22    | Schweiz        | 1         | 1              |                              |
| Total | Total          | 138       | 123            | 5                            |

### Startliste
| Lidl-Trek LTK | Lidl-Trek LTK                      | Lidl-Trek LTK |
| ------------- | ---------------------------------- | ------------- |
| Nr.           | Rytter                             | Placering     |
| 1             | Julien Bernard (FRA)               | DNF-3         |
| 2             | Daan Hoole (NED)                   | 84.           |
| 3             | Jacopo Mosca (ITA)                 | 51.           |
| 4             | Mads Pedersen (DEN)                | 1.            |
| 5             | Mattias Skjelmose (DEN) (landevej) | 2.            |
| 6             | Toms Skujiņš (LAT) (enkeltstart)   | 9.            |
| 7             | Martin Pedersen (DEN)              | 122.          |

| Alpecin-Deceuninck ADC | Alpecin-Deceuninck ADC      | Alpecin-Deceuninck ADC |
| ---------------------- | --------------------------- | ---------------------- |
| Nr.                    | Rytter                      | Placering              |
| 11                     | Søren Kragh Andersen (DEN)  | 29.                    |
| 12                     | Ramon Sinkeldam (NED)       | 61.                    |
| 13                     | Nicola Conci (ITA)          | 11.                    |
| 14                     | Oscar Riesebeek (NED)       | 50.                    |
| 15                     | Jensen Plowright (AUS)      | 80.                    |
| 16                     | Kristian Sbaragli (ITA)     | 20.                    |
| 17                     | Fabio Van den Bossche (BEL) | 40.                    |

| EF Education-EasyPost EFE | EF Education-EasyPost EFE         | EF Education-EasyPost EFE |
| ------------------------- | --------------------------------- | ------------------------- |
| Nr.                       | Rytter                            | Placering                 |
| 21                        | James Shaw (GBR)                  | DNS-5                     |
| 22                        | Magnus Cort (DEN)                 | 3.                        |
| 23                        | Stefan de Bod (RSA) (enkeltstart) | 13.                       |
| 24                        | Mikkel Honoré (DEN)               | 34.                       |
| 25                        | Jonas Rutsch (GER)                | 47.                       |
| 26                        | Thomas Scully (NZL)               | 90.                       |
| 27                        | Michael Valgren (DEN)             | 35.                       |

| Soudal Quick-Step SOQ | Soudal Quick-Step SOQ           | Soudal Quick-Step SOQ |
| --------------------- | ------------------------------- | --------------------- |
| Nr.                   | Rytter                          | Placering             |
| 31                    | Josef Černý (CZE)               | 100.                  |
| 32                    | Fabio Jakobsen (NED) (landevej) | 57.                   |
| 33                    | Michael Mørkøv (DEN)            | 55.                   |
| 34                    | Casper Pedersen (DEN)           | 26.                   |
| 35                    | Tim Declercq (BEL)              | DNS-5                 |
| 36                    | Martin Svrček (SVK)             | 48.                   |
| 37                    | Mauri Vansevenant (BEL)         | DNF-1                 |

| Team DSM-Firmenich DSM | Team DSM-Firmenich DSM     | Team DSM-Firmenich DSM |
| ---------------------- | -------------------------- | ---------------------- |
| Nr.                    | Rytter                     | Placering              |
| 41                     | Tobias Lund Andresen (DEN) | 52.                    |
| 42                     | Marco Brenner (GER)        | 41.                    |
| 44                     | Tim Naberman (NED)         | DNS-5                  |
| 45                     | Florian Stork (GER)        | 32.                    |
| 46                     | Martijn Tusveld (NED)      | 83.                    |
| 47                     | Enzo Leijnse (NED)         | 101.                   |

| Uno-X Pro Cycling Team UXT | Uno-X Pro Cycling Team UXT            | Uno-X Pro Cycling Team UXT |
| -------------------------- | ------------------------------------- | -------------------------- |
| Nr.                        | Rytter                                | Placering                  |
| 51                         | Louis Bendixen (DEN)                  | 86.                        |
| 52                         | Alfred Grenaae (DEN)                  | 112.                       |
| 53                         | William Blume Levy (DEN)              | 85.                        |
| 54                         | Anthon Charmig (DEN)                  | 36.                        |
| 55                         | Lasse Norman Leth (DEN)               | 87.                        |
| 56                         | Niklas Larsen (DEN)                   | 30.                        |
| 57                         | Søren Wærenskjold (NOR) (enkeltstart) | 4.                         |

| Lotto Dstny LTD | Lotto Dstny LTD          | Lotto Dstny LTD |
| --------------- | ------------------------ | --------------- |
| Nr.             | Rytter                   | Placering       |
| 61              | Sébastien Grignard (BEL) | 42.             |
| 62              | Joshua Giddings (GBR)    | 102.            |
| 63              | Harry Sweeny (AUS)       | 49.             |
| 64              | Jarne Van De Paar (BEL)  | DNF-2           |
| 65              | Brent Van Moer (BEL)     | 7.              |
| 66              | Florian Vermeersch (BEL) | 5.              |
| 67              | Axel De Lie (BEL)        | 116.            |

| Tudor Pro Cycling Team TUD | Tudor Pro Cycling Team TUD          | Tudor Pro Cycling Team TUD |
| -------------------------- | ----------------------------------- | -------------------------- |
| Nr.                        | Rytter                              | Placering                  |
| 71                         | Sebastian Kolze Changizi (DEN)      | 45.                        |
| 72                         | Jacob Eriksson (SWE)                | 39.                        |
| 73                         | Lucas Eriksson (SWE) (landevej)     | 25.                        |
| 74                         | Alexander Kamp (DEN)                | 6.                         |
| 75                         | Simon Pellaud (SUI)                 | 37.                        |
| 76                         | Luc Wirtgen (LUX)                   | 88.                        |
| 77                         | Aivaras Mikutis (LTU) (enkeltstart) | 106.                       |

| Green Project-Bardiani CSF-Faizanè BCF | Green Project-Bardiani CSF-Faizanè BCF | Green Project-Bardiani CSF-Faizanè BCF |
| -------------------------------------- | -------------------------------------- | -------------------------------------- |
| Nr.                                    | Rytter                                 | Placering                              |
| 81                                     | Luca Colnaghi (ITA)                    | 43.                                    |
| 82                                     | Riccardo Lucca (ITA)                   | 77.                                    |
| 83                                     | Filippo Magli (ITA)                    | 27.                                    |
| 84                                     | Alessio Nieri (ITA)                    | 93.                                    |
| 85                                     | Luca Paletti (ITA)                     | 71.                                    |
| 86                                     | Luca Rastelli (ITA)                    | 65.                                    |
| 87                                     | Alessandro Santaromita (ITA)           | 59.                                    |

| Bolton Equities Black Spoke Pro Cycling BEB | Bolton Equities Black Spoke Pro Cycling BEB | Bolton Equities Black Spoke Pro Cycling BEB |
| ------------------------------------------- | ------------------------------------------- | ------------------------------------------- |
| Nr.                                         | Rytter                                      | Placering                                   |
| 91                                          | Logan Currie (NZL)                          | 14.                                         |
| 92                                          | James Fouché (NZL)                          | 70.                                         |
| 93                                          | Aaron Gate (NZL) (enkeltstart)              | DNF-3                                       |
| 94                                          | Ollie Jones (NZL)                           | DNS-5                                       |
| 95                                          | Luke Mudgway (NZL)                          | 81.                                         |
| 96                                          | James Oram (NZL) (landevej)                 | 73.                                         |
| 97                                          | Mark Stewart (GBR)                          | 56.                                         |

| Q36.5 Pro Cycling Team Q36 | Q36.5 Pro Cycling Team Q36         | Q36.5 Pro Cycling Team Q36 |
| -------------------------- | ---------------------------------- | -------------------------- |
| Nr.                        | Rytter                             | Placering                  |
| 101                        | Jack Bauer (NZL)                   | 58.                        |
| 102                        | Tom Devriendt (BEL)                | DNF-2                      |
| 103                        | Tobias Ludvigsson (SWE)            | 76.                        |
| 104                        | Matteo Moschetti (ITA)             | 64.                        |
| 105                        | Nicolò Parisini (ITA)              | 92.                        |
| 106                        | Szymon Sajnok (POL)                | 53.                        |
| 107                        | Nickolas Zukowsky (CAN) (landevej) | 21.                        |

| Human Powered Health HPM | Human Powered Health HPM       | Human Powered Health HPM |
| ------------------------ | ------------------------------ | ------------------------ |
| Nr.                      | Rytter                         | Placering                |
| 111                      | Stanisław Aniołkowski (POL)    | 98.                      |
| 112                      | Alan Banaszek (POL) (landevej) | 104.                     |
| 113                      | Stephen Bassett (USA)          | 54.                      |
| 114                      | Charles-Étienne Chrétien (CAN) | 38.                      |
| 115                      | Chad Haga (USA)                | DNS-2                    |
| 116                      | Wessel Krul (NED)              | 109.                     |
| 117                      | Barnabás Peák (HUN)            | 110.                     |

| Team Flanders-Baloise TFB | Team Flanders-Baloise TFB | Team Flanders-Baloise TFB |
| ------------------------- | ------------------------- | ------------------------- |
| Nr.                       | Rytter                    | Placering                 |
| 121                       | Ruben Apers (BEL)         | 19.                       |
| 122                       | Jenno Berckmoes (BEL)     | 31.                       |
| 123                       | Vito Braet (BEL)          | 18.                       |
| 124                       | Gilles De Wilde (BEL)     | DNS-2                     |
| 125                       | Tuur Dens (BEL)           | 94.                       |
| 127                       | Jules Hesters (BEL)       | 115.                      |

| Team Novo Nordisk TNN | Team Novo Nordisk TNN   | Team Novo Nordisk TNN |
| --------------------- | ----------------------- | --------------------- |
| Nr.                   | Rytter                  | Placering             |
| 131                   | Andrea Peron (ITA)      | 66.                   |
| 132                   | Matyáš Kopecký (CZE)    | 28.                   |
| 133                   | Péter Kusztor (HUN)     | 114.                  |
| 134                   | Filippo Ridolfo (ITA)   | 60.                   |
| 135                   | Hamish Beadle (NZL)     | 113.                  |
| 136                   | Quinten De Graeve (BEL) | 111.                  |
| 137                   | Declan Irvine (AUS)     | 96.                   |

| HRE Mazowsze Serce Polski MSP | HRE Mazowsze Serce Polski MSP | HRE Mazowsze Serce Polski MSP |
| ----------------------------- | ----------------------------- | ----------------------------- |
| Nr.                           | Rytter                        | Placering                     |
| 141                           | Jeppe Aaskov Pallesen (DEN)   | 62.                           |
| 142                           | Norbert Banaszek (POL)        | 95.                           |
| 143                           | Marcin Budziński (POL)        | 16.                           |
| 144                           | Tomasz Budziński (POL)        | 24.                           |
| 145                           | Adrian Banaszek (POL)         | 123.                          |
| 146                           | Jakub Kaczmarek (POL)         | 22.                           |
| 147                           | Tobiasz Pawlak (POL)          | 117.                          |

| ColoQuick TCQ | ColoQuick TCQ                 | ColoQuick TCQ |
| ------------- | ----------------------------- | ------------- |
| Nr.           | Rytter                        | Placering     |
| 151           | Nicklas Amdi Pedersen (DEN)   | 69.           |
| 152           | Emil Toudal (DEN)             | 108.          |
| 153           | Tobias Svarre (DEN)           | 17.           |
| 154           | Henrik Breiner Pedersen (DEN) | 67.           |
| 155           | Frederik Muff (DEN)           | 119.          |
| 156           | Simon Bak (DEN)               | 15.           |
| 157           | Sebastian Nielsen (DEN)       | 74.           |

| Leopard TOGT Pro Cycling LTP | Leopard TOGT Pro Cycling LTP     | Leopard TOGT Pro Cycling LTP |
| ---------------------------- | -------------------------------- | ---------------------------- |
| Nr.                          | Rytter                           | Placering                    |
| 161                          | Mathias Bregnhøj (DEN)           | 8.                           |
| 162                          | Andreas Stokbro (DEN)            | 12.                          |
| 163                          | Mads Østergaard Kristensen (DEN) | 97.                          |
| 164                          | Emil Vinjebo (DEN)               | 44.                          |
| 165                          | Robin Juel Skivild (DEN)         | 33.                          |
| 166                          | Miguel Heidemann (GER)           | 72.                          |
| 167                          | Tobias Aagaard Hansen (DEN)      | DNF-4                        |

| Restaurant Suri-Carl Ras GSH | Restaurant Suri-Carl Ras GSH | Restaurant Suri-Carl Ras GSH |
| ---------------------------- | ---------------------------- | ---------------------------- |
| Nr.                          | Rytter                       | Placering                    |
| 171                          | Magnus Bak Klaris (DEN)      | 10.                          |
| 172                          | Rasmus Bøgh Wallin (DEN)     | 89.                          |
| 173                          | Daniel Stampe (DEN)          | 68.                          |
| 174                          | Jakob Egholm (DEN)           | 105.                         |
| 175                          | Mathias Larsen (DEN)         | 121.                         |
| 176                          | Oscar Bluhm (DEN)            | 107.                         |
| 177                          | Kristian Egholm (DEN)        | DNF-3                        |

| BHS-PL Beton Bornholm BPC | BHS-PL Beton Bornholm BPC       | BHS-PL Beton Bornholm BPC |
| ------------------------- | ------------------------------- | ------------------------- |
| Nr.                       | Rytter                          | Placering                 |
| 181                       | Martin Toft Madsen (DEN)        | 118.                      |
| 182                       | Frederik Irgens Jensen (DEN)    | 63.                       |
| 183                       | Nikolaj Mengel (DEN)            | 78.                       |
| 184                       | Mads-Emil Dupont Hougaard (DEN) | 82.                       |
| 185                       | Sebastian Ryttersgaard (DEN)    | DNF-1                     |
| 186                       | Boas Lysgaard (DEN)             | 103.                      |
| 187                       | Emil Schandorff Iwersen (DEN)   | 91.                       |

| Danmark DEN | Danmark DEN             | Danmark DEN |
| ----------- | ----------------------- | ----------- |
| Nr.         | Rytter                  | Placering   |
| 191         | Julius Johansen         | 46.         |
| 192         | Alexander Salby         | 75.         |
| 193         | Kasper Andersen         | 23.         |
| 194         | Rasmus Søjberg Pedersen | 120.        |
| 195         | Jacob Schebye           | 99.         |
| 196         | Kevin Biehl             | 79.         |
| 197         | Aksel Bech Skot-Hansen  | DNF-1       |

| Lidl-Trek LTK | Lidl-Trek LTK                      | Lidl-Trek LTK |
| ------------- | ---------------------------------- | ------------- |
| Nr.           | Rytter                             | Placering     |
| 1             | Julien Bernard (FRA)               | DNF-3         |
| 2             | Daan Hoole (NED)                   | 84.           |
| 3             | Jacopo Mosca (ITA)                 | 51.           |
| 4             | Mads Pedersen (DEN)                | 1.            |
| 5             | Mattias Skjelmose (DEN) (landevej) | 2.            |
| 6             | Toms Skujiņš (LAT) (enkeltstart)   | 9.            |
| 7             | Martin Pedersen (DEN)              | 122.          |

| Alpecin-Deceuninck ADC | Alpecin-Deceuninck ADC      | Alpecin-Deceuninck ADC |
| ---------------------- | --------------------------- | ---------------------- |
| Nr.                    | Rytter                      | Placering              |
| 11                     | Søren Kragh Andersen (DEN)  | 29.                    |
| 12                     | Ramon Sinkeldam (NED)       | 61.                    |
| 13                     | Nicola Conci (ITA)          | 11.                    |
| 14                     | Oscar Riesebeek (NED)       | 50.                    |
| 15                     | Jensen Plowright (AUS)      | 80.                    |
| 16                     | Kristian Sbaragli (ITA)     | 20.                    |
| 17                     | Fabio Van den Bossche (BEL) | 40.                    |

| EF Education-EasyPost EFE | EF Education-EasyPost EFE         | EF Education-EasyPost EFE |
| ------------------------- | --------------------------------- | ------------------------- |
| Nr.                       | Rytter                            | Placering                 |
| 21                        | James Shaw (GBR)                  | DNS-5                     |
| 22                        | Magnus Cort (DEN)                 | 3.                        |
| 23                        | Stefan de Bod (RSA) (enkeltstart) | 13.                       |
| 24                        | Mikkel Honoré (DEN)               | 34.                       |
| 25                        | Jonas Rutsch (GER)                | 47.                       |
| 26                        | Thomas Scully (NZL)               | 90.                       |
| 27                        | Michael Valgren (DEN)             | 35.                       |

| Soudal Quick-Step SOQ | Soudal Quick-Step SOQ           | Soudal Quick-Step SOQ |
| --------------------- | ------------------------------- | --------------------- |
| Nr.                   | Rytter                          | Placering             |
| 31                    | Josef Černý (CZE)               | 100.                  |
| 32                    | Fabio Jakobsen (NED) (landevej) | 57.                   |
| 33                    | Michael Mørkøv (DEN)            | 55.                   |
| 34                    | Casper Pedersen (DEN)           | 26.                   |
| 35                    | Tim Declercq (BEL)              | DNS-5                 |
| 36                    | Martin Svrček (SVK)             | 48.                   |
| 37                    | Mauri Vansevenant (BEL)         | DNF-1                 |

| Team DSM-Firmenich DSM | Team DSM-Firmenich DSM     | Team DSM-Firmenich DSM |
| ---------------------- | -------------------------- | ---------------------- |
| Nr.                    | Rytter                     | Placering              |
| 41                     | Tobias Lund Andresen (DEN) | 52.                    |
| 42                     | Marco Brenner (GER)        | 41.                    |
| 44                     | Tim Naberman (NED)         | DNS-5                  |
| 45                     | Florian Stork (GER)        | 32.                    |
| 46                     | Martijn Tusveld (NED)      | 83.                    |
| 47                     | Enzo Leijnse (NED)         | 101.                   |

| Uno-X Pro Cycling Team UXT | Uno-X Pro Cycling Team UXT            | Uno-X Pro Cycling Team UXT |
| -------------------------- | ------------------------------------- | -------------------------- |
| Nr.                        | Rytter                                | Placering                  |
| 51                         | Louis Bendixen (DEN)                  | 86.                        |
| 52                         | Alfred Grenaae (DEN)                  | 112.                       |
| 53                         | William Blume Levy (DEN)              | 85.                        |
| 54                         | Anthon Charmig (DEN)                  | 36.                        |
| 55                         | Lasse Norman Leth (DEN)               | 87.                        |
| 56                         | Niklas Larsen (DEN)                   | 30.                        |
| 57                         | Søren Wærenskjold (NOR) (enkeltstart) | 4.                         |

| Lotto Dstny LTD | Lotto Dstny LTD          | Lotto Dstny LTD |
| --------------- | ------------------------ | --------------- |
| Nr.             | Rytter                   | Placering       |
| 61              | Sébastien Grignard (BEL) | 42.             |
| 62              | Joshua Giddings (GBR)    | 102.            |
| 63              | Harry Sweeny (AUS)       | 49.             |
| 64              | Jarne Van De Paar (BEL)  | DNF-2           |
| 65              | Brent Van Moer (BEL)     | 7.              |
| 66              | Florian Vermeersch (BEL) | 5.              |
| 67              | Axel De Lie (BEL)        | 116.            |

| Tudor Pro Cycling Team TUD | Tudor Pro Cycling Team TUD          | Tudor Pro Cycling Team TUD |
| -------------------------- | ----------------------------------- | -------------------------- |
| Nr.                        | Rytter                              | Placering                  |
| 71                         | Sebastian Kolze Changizi (DEN)      | 45.                        |
| 72                         | Jacob Eriksson (SWE)                | 39.                        |
| 73                         | Lucas Eriksson (SWE) (landevej)     | 25.                        |
| 74                         | Alexander Kamp (DEN)                | 6.                         |
| 75                         | Simon Pellaud (SUI)                 | 37.                        |
| 76                         | Luc Wirtgen (LUX)                   | 88.                        |
| 77                         | Aivaras Mikutis (LTU) (enkeltstart) | 106.                       |

| Green Project-Bardiani CSF-Faizanè BCF | Green Project-Bardiani CSF-Faizanè BCF | Green Project-Bardiani CSF-Faizanè BCF |
| -------------------------------------- | -------------------------------------- | -------------------------------------- |
| Nr.                                    | Rytter                                 | Placering                              |
| 81                                     | Luca Colnaghi (ITA)                    | 43.                                    |
| 82                                     | Riccardo Lucca (ITA)                   | 77.                                    |
| 83                                     | Filippo Magli (ITA)                    | 27.                                    |
| 84                                     | Alessio Nieri (ITA)                    | 93.                                    |
| 85                                     | Luca Paletti (ITA)                     | 71.                                    |
| 86                                     | Luca Rastelli (ITA)                    | 65.                                    |
| 87                                     | Alessandro Santaromita (ITA)           | 59.                                    |

| Bolton Equities Black Spoke Pro Cycling BEB | Bolton Equities Black Spoke Pro Cycling BEB | Bolton Equities Black Spoke Pro Cycling BEB |
| ------------------------------------------- | ------------------------------------------- | ------------------------------------------- |
| Nr.                                         | Rytter                                      | Placering                                   |
| 91                                          | Logan Currie (NZL)                          | 14.                                         |
| 92                                          | James Fouché (NZL)                          | 70.                                         |
| 93                                          | Aaron Gate (NZL) (enkeltstart)              | DNF-3                                       |
| 94                                          | Ollie Jones (NZL)                           | DNS-5                                       |
| 95                                          | Luke Mudgway (NZL)                          | 81.                                         |
| 96                                          | James Oram (NZL) (landevej)                 | 73.                                         |
| 97                                          | Mark Stewart (GBR)                          | 56.                                         |

| Q36.5 Pro Cycling Team Q36 | Q36.5 Pro Cycling Team Q36         | Q36.5 Pro Cycling Team Q36 |
| -------------------------- | ---------------------------------- | -------------------------- |
| Nr.                        | Rytter                             | Placering                  |
| 101                        | Jack Bauer (NZL)                   | 58.                        |
| 102                        | Tom Devriendt (BEL)                | DNF-2                      |
| 103                        | Tobias Ludvigsson (SWE)            | 76.                        |
| 104                        | Matteo Moschetti (ITA)             | 64.                        |
| 105                        | Nicolò Parisini (ITA)              | 92.                        |
| 106                        | Szymon Sajnok (POL)                | 53.                        |
| 107                        | Nickolas Zukowsky (CAN) (landevej) | 21.                        |

| Human Powered Health HPM | Human Powered Health HPM       | Human Powered Health HPM |
| ------------------------ | ------------------------------ | ------------------------ |
| Nr.                      | Rytter                         | Placering                |
| 111                      | Stanisław Aniołkowski (POL)    | 98.                      |
| 112                      | Alan Banaszek (POL) (landevej) | 104.                     |
| 113                      | Stephen Bassett (USA)          | 54.                      |
| 114                      | Charles-Étienne Chrétien (CAN) | 38.                      |
| 115                      | Chad Haga (USA)                | DNS-2                    |
| 116                      | Wessel Krul (NED)              | 109.                     |
| 117                      | Barnabás Peák (HUN)            | 110.                     |

| Team Flanders-Baloise TFB | Team Flanders-Baloise TFB | Team Flanders-Baloise TFB |
| ------------------------- | ------------------------- | ------------------------- |
| Nr.                       | Rytter                    | Placering                 |
| 121                       | Ruben Apers (BEL)         | 19.                       |
| 122                       | Jenno Berckmoes (BEL)     | 31.                       |
| 123                       | Vito Braet (BEL)          | 18.                       |
| 124                       | Gilles De Wilde (BEL)     | DNS-2                     |
| 125                       | Tuur Dens (BEL)           | 94.                       |
| 127                       | Jules Hesters (BEL)       | 115.                      |

| Team Novo Nordisk TNN | Team Novo Nordisk TNN   | Team Novo Nordisk TNN |
| --------------------- | ----------------------- | --------------------- |
| Nr.                   | Rytter                  | Placering             |
| 131                   | Andrea Peron (ITA)      | 66.                   |
| 132                   | Matyáš Kopecký (CZE)    | 28.                   |
| 133                   | Péter Kusztor (HUN)     | 114.                  |
| 134                   | Filippo Ridolfo (ITA)   | 60.                   |
| 135                   | Hamish Beadle (NZL)     | 113.                  |
| 136                   | Quinten De Graeve (BEL) | 111.                  |
| 137                   | Declan Irvine (AUS)     | 96.                   |

| HRE Mazowsze Serce Polski MSP | HRE Mazowsze Serce Polski MSP | HRE Mazowsze Serce Polski MSP |
| ----------------------------- | ----------------------------- | ----------------------------- |
| Nr.                           | Rytter                        | Placering                     |
| 141                           | Jeppe Aaskov Pallesen (DEN)   | 62.                           |
| 142                           | Norbert Banaszek (POL)        | 95.                           |
| 143                           | Marcin Budziński (POL)        | 16.                           |
| 144                           | Tomasz Budziński (POL)        | 24.                           |
| 145                           | Adrian Banaszek (POL)         | 123.                          |
| 146                           | Jakub Kaczmarek (POL)         | 22.                           |
| 147                           | Tobiasz Pawlak (POL)          | 117.                          |

| ColoQuick TCQ | ColoQuick TCQ                 | ColoQuick TCQ |
| ------------- | ----------------------------- | ------------- |
| Nr.           | Rytter                        | Placering     |
| 151           | Nicklas Amdi Pedersen (DEN)   | 69.           |
| 152           | Emil Toudal (DEN)             | 108.          |
| 153           | Tobias Svarre (DEN)           | 17.           |
| 154           | Henrik Breiner Pedersen (DEN) | 67.           |
| 155           | Frederik Muff (DEN)           | 119.          |
| 156           | Simon Bak (DEN)               | 15.           |
| 157           | Sebastian Nielsen (DEN)       | 74.           |

| Leopard TOGT Pro Cycling LTP | Leopard TOGT Pro Cycling LTP     | Leopard TOGT Pro Cycling LTP |
| ---------------------------- | -------------------------------- | ---------------------------- |
| Nr.                          | Rytter                           | Placering                    |
| 161                          | Mathias Bregnhøj (DEN)           | 8.                           |
| 162                          | Andreas Stokbro (DEN)            | 12.                          |
| 163                          | Mads Østergaard Kristensen (DEN) | 97.                          |
| 164                          | Emil Vinjebo (DEN)               | 44.                          |
| 165                          | Robin Juel Skivild (DEN)         | 33.                          |
| 166                          | Miguel Heidemann (GER)           | 72.                          |
| 167                          | Tobias Aagaard Hansen (DEN)      | DNF-4                        |

| Restaurant Suri-Carl Ras GSH | Restaurant Suri-Carl Ras GSH | Restaurant Suri-Carl Ras GSH |
| ---------------------------- | ---------------------------- | ---------------------------- |
| Nr.                          | Rytter                       | Placering                    |
| 171                          | Magnus Bak Klaris (DEN)      | 10.                          |
| 172                          | Rasmus Bøgh Wallin (DEN)     | 89.                          |
| 173                          | Daniel Stampe (DEN)          | 68.                          |
| 174                          | Jakob Egholm (DEN)           | 105.                         |
| 175                          | Mathias Larsen (DEN)         | 121.                         |
| 176                          | Oscar Bluhm (DEN)            | 107.                         |
| 177                          | Kristian Egholm (DEN)        | DNF-3                        |

| BHS-PL Beton Bornholm BPC | BHS-PL Beton Bornholm BPC       | BHS-PL Beton Bornholm BPC |
| ------------------------- | ------------------------------- | ------------------------- |
| Nr.                       | Rytter                          | Placering                 |
| 181                       | Martin Toft Madsen (DEN)        | 118.                      |
| 182                       | Frederik Irgens Jensen (DEN)    | 63.                       |
| 183                       | Nikolaj Mengel (DEN)            | 78.                       |
| 184                       | Mads-Emil Dupont Hougaard (DEN) | 82.                       |
| 185                       | Sebastian Ryttersgaard (DEN)    | DNF-1                     |
| 186                       | Boas Lysgaard (DEN)             | 103.                      |
| 187                       | Emil Schandorff Iwersen (DEN)   | 91.                       |

| Danmark DEN | Danmark DEN             | Danmark DEN |
| ----------- | ----------------------- | ----------- |
| Nr.         | Rytter                  | Placering   |
| 191         | Julius Johansen         | 46.         |
| 192         | Alexander Salby         | 75.         |
| 193         | Kasper Andersen         | 23.         |
| 194         | Rasmus Søjberg Pedersen | 120.        |
| 195         | Jacob Schebye           | 99.         |
| 196         | Kevin Biehl             | 79.         |
| 197         | Aksel Bech Skot-Hansen  | DNF-1       |